# Jambean
Jambean is een bestuurslaag in het regentschap Kediri van de provincie Oost-Java, Indonesië. Jambean telt 3916 inwoners (volkstelling 2010).